# شويكية
الشُوَيْكِيَّة (الاسم العلمي: Carduncellus)، جنس نباتات مُزهرة من فصيلة النجمية، أعطانها الأصلية غرب البحر الأبيض المتوسط والمناطق المحيطة بها.
تصنيف الجنس لا يزال غير واضح. يرتبط ارتباطًا وثيقًا بجنس القرطم، وقد عوملت المجموعتان كجزء من مجمع أنواع، مع عدم تحديد الحدود بينهما. في حين أن بعض المصادر تقبل عدة أسماء في الشويكية ، وبعض المصادر تكون أكثر تقييدًا، والبعض الآخر يعتبر أن الجنس مرادفًا للقرطم، الجنس الذي يشمل العصفر.
الأنواع المقبولة
- Carduncellus coeruleus C.Presl - إيطاليا
- Carduncellus hispanicus Boiss. - إسبانيا
- Carduncellus mairei Hanelt - الجزائر
- Carduncellus monspeliensis St.-Lag. - بروفنس، ليغوريا

## للاستزادة
- باللغة الإسبانية López González, G. (2012). Sobre la clasificación del complejo Carthamus-Carduncellus (Asteraceae, Cardueae-Centaureinae) y su tratamiento en flora ibérica. Acta Botanica Malacitana 37, 79-92.